# Người sói (phim 2010)
Người sói (tựa tiếng Anh: The Wolfman) là một bộ phim kinh dị siêu nhiên Mỹ của đạo diễn Joe Johnston. Phim làm lại từ bộ phim kinh dị The Wolf Man năm 1941, mặc dù vậy, cốt truyện đã được thay đổi khá nhiều. Bộ phim có sự tham gia của các ngôi sao Benicio del Toro, Anthony Hopkins, Emily Blunt, Hugo Weaving và Geraldine Chaplin.
Rome, thủ đô nước Ý là nơi đầu tiên ra mắt Người sói vào ngày 27 tháng 1 năm 2010. Mặc dù theo kế hoạch thì tại Mỹ, bộ phim sẽ được khởi chiếu vào ngày 6 tháng 11 năm 2009 nhưng sau đó được dời lại vài lần và cuối cùng bộ phim được khởi chiếu vào ngày 12 tháng 2 năm 2010.

## Nội dung phim
Câu chuyện bắt đầu bằng một khung cảnh u ám trong khu rừng Blackmoor, một người đàn ông cầm chiếc đèn đang kêu gọi ai đó, và rồi bất ngờ anh bị tấn công bởi một con quái vật to lớn - người sói. Người đàn ông bị thương ngay bụng, nhưng vẫn đủ sức chạy trốn khỏi con quái vật. Thế nhưng người sói vẫn đuổi kịp anh và giết chết anh. Người đàn ông xấu số đó chính là Ben Talbot.
Lawrence Talbot là một diễn viên kịch đang diễn tại London, anh nhận được bức thư quay trở về nhà để điều tra cái chết của Ben Talbot - anh trai Lawrence. Bức thư được gửi bởi Gwen Conliffe - hôn thê của Ben Talbot. Và thế là Lawrence tạm dừng công việc để quay về quê hương.
Bước vào căn nhà khi xưa, Lawrence bất ngờ khi nghe tiếng chó sủa, con chó canh giữ ngôi nhà. Và rồi cha anh - ông John Talbot xuất hiện, trò chuyện với anh và rồi dẫn anh tới chỗ cất giữ xác chết của người anh xấu số Ben Talbot. Lawrence vén tấm màn che và lộ ra là một bộ xương đã khô và rất gớm ghiếc.
Tang lễ của Ben Talbot được cử hành, sau đó Lawrence bắt tay vào điều tra cái chết của anh trai mình. Anh đến một trại tập thể để hỏi thăm tin tức và biết được nơi đây đang bị hoành hành bởi một con quái thú. Và rồi bỗng nhiên người sói xuất hiện, rú lên dữ tợn. Mọi người chạy tán loạn, người sói tấn công hết người này đến người khác, những người xấu số bị bay mất tay, chân. Máu chảy lênh láng, Lawrence hùa theo dòng người nhưng là để bắt và giết con quái vật đó. Anh lấy một khẩu súng và rồi anh thấy bóng dáng người sói, anh đuổi theo và bắn nó nhưng đều bị hụt.
Một người mẹ đang tìm đứa con của mình, trong khi đó đứa con thì lạc mẹ đang kêu gọi mẹ thảm thiết. Người mẹ tìm khắp nơi và đột nhiên từ phía trước người sói chuẩn bị vồ tới thì Lawrence kịp thời lao đến và xô người mẹ ra khỏi tầm ngắm của con quái vật. Đồng thời đứa con cũng đã tới nơi và hai mẹ con gặp nhau. Trong khi đó cậu bé giữ ngựa lại nằm trong tầm ngắm tiếp theo của người sói. Nó đuổi theo cậu bé và lần này Lawrence đã thấy nó. Anh đuổi theo và bắn liên tiếp để hòng giết được quái vật. Rồi đến một nơi, Lawrence đuổi kịp cậu bé nhưng cậu bé sợ hãi tiếp tục chạy. Rồi bất ngờ người sói tấn công Lawrence, con quái thú như điên loạn vồ lấy anh ta. Những người khác tới kịp lúc và xả đạn vào con quái thú làm nó chạy mất hút. Để lại đó một Lawrence bị cắn và bị vồ một bên vai máu chảy lênh láng và những người đã cứu anh ta.
Lawrence được bác sĩ chăm sóc và điều trị. Từ lúc bị người sói cắn tới giờ, Lawrence luôn mơ thấy ác mộng một cậu bé hình thù gớm ghiếc và người sói. Người luôn bên cạnh chầu trực và chăm sóc cho Lawrence là Gwen. Vài ngày sau đó, bác sĩ lại tới khám sức khỏe và thấy bất ngờ rằng vết thương của anh đã lành đi rất nhanh chóng, cánh tay bị vồ tưởng như không thể cử động được lại có thể hoạt động như bình thường. Và rồi bác sĩ ra về với lời hẹn sẽ khám vào lần tới. Lúc đó có chánh thanh tra Aberline (đây là nhân vật có thật với tên họ đầy đủ là Frederick George Abberline, người từng điều tra các vụ giết người hàng loạt vào cuối thập niên 80 của thế kỷ 19 ở London, trong hoàn cảnh Cục điều tra tội phạm Whitechapel đi vào ngõ cụt vì những vụ án mạng đó) tới điều tra và hỏi Lawrence về cái đêm kinh hoàng đó, nhưng Lawrence không trả lời chi tiết mấy mà chỉ qua loa.
Những ngày tiếp theo, những người ở Sở tới nhà Lawrence để ra lệnh bắt anh với lý do anh bị bệnh hoang tưởng nhưng rồi cha anh đã đuổi họ đi bằng những phát đạn. Tiếp theo đó, Gwen chăm sóc cho Lawrence và rồi anh thấy trong người có những cảm giác kỳ lạ. Anh nhìn thấy ở cổ, ở môi, ở làn da của Gwen những nhịp đập, những mạch máu đang đập và anh đã định cắn vào cổ của người chị dâu. Nhưng rồi anh đã kìm chế lại và ra lời khuyên cho Gwen hãy ra đi, hãy đến chốn London cách xa nơi đây cả vạn dặm để được an toàn vì nếu ở đây cô sẽ gặp nguy hiểm. Và thế là trong đêm đó, Gwen đã rời khỏi Blackmoor để trở về London. Và khi đó, cô đã đem lòng yêu Lawrence.
Lawrence đã cảm giác được rằng mình sẽ trở thành người sói, sẽ là con người mà mỗi đêm trăng tròn sẽ không còn là chính bản thân mình, mà trở thành con quái vật bóng đêm.
Một buổi tối, Lawrence thấy người cha mình xuống một cái hầm tối, và anh ta đã theo chân cha mình. Khi xuống đến hầm, anh lén thấy cảnh cha mình đang âu yếm nói những lời ngọt ngào với bức tượng một người phụ nữ đang nằm - đó chính là tượng mẹ của Lawrence. Sau đó, cha anh đi chỗ khác, và Lawrence đi theo, rồi vào một phòng tối như ngục tù. Anh bị cha mình nhốt lại. Cũng đúng lúc đó, trăng tròn vừa lên. Cơ thể Lawrence biến đổi và cuối cùng, anh trở thành một người sói vô tâm vô hồn. Anh tìm ngõ ngách để thoát khỏi phòng tối và anh tìm được đường ra ngoài, anh bắt đầu truy tìm và giết chóc những người định bắn bỏ anh.
Sáng hôm sau, anh thức dậy và thấy người đầy máu me, áo quần rách nát. Anh kinh sợ với chính bản thân mình. Và lúc đó, người cha vô tâm đứng trước mặt anh. Nói những lời bình thản nhất, và rồi anh chạy trốn nhưng lại không thể thoát khỏi những người của Sở và anh bị bắt vào bệnh viện tâm thần.
Tại đây, anh bị điều trị bởi những phương pháp dã man, anh bị nhúng vào nước đá lạnh ngắt...Một ngày nọ, người cha John Talbot đến thăm anh, và ông tiết lộ một bí mật kinh tởm - ông kể rằng ông đã gặp một cậu bé với hình thù gớm ghiếc trong một cái hang (chính là đứa bé trong những cơn ác mộng của Lawrence), và nó đã cắn ông. Thế là từ đó về sau, ông đã trở thành người sói mỗi đêm trăng tròn. Ông còn tiết lộ rằng cái đêm đó, cái đêm mà Lawrence chứng kiến cảnh người cha của mình đã giết chết mẹ mình, lúc đó ông không còn là mình nữa mà đã trở thành người sói, một sinh vật khát máu của bóng đêm. Lawrence tuy thân tàn ma dại nhưng vẫn gào thét và quyết tâm sẽ giết chết người cha độc ác của mình, không phải bởi đã giết mẹ của anh (bởi lúc đó ông John Talbot đã là con thú và không còn là người nữa) mà bởi sự bình thản của ông.
Và rồi đến ngày anh được đưa ra hội đồng để kiểm chứng lại bệnh tật của anh đã khỏi chưa. Những bác sĩ, tiến sĩ ở đây vẫn tưởng Lawrence bị chứng ám ảnh và hoang tưởng mình là người sói mà không biết rằng anh chính là con quái vật của bóng đêm. Và tên bác sĩ thuyết trình với hội đồng đứng trước Lawrence vẫn nói luyên thuyên về chứng hoang tưởng của anh mà không để ý trăng tròn đã lên, và Lawrence bắt đầu thay đổi hình dạng. Các bác sĩ đã chứng kiến và họ bắt đầu hoảng sợ, chạy tứ tung. Tất cả ùa ra cửa nhưng cửa đóng và họ không tài nào ra được. Về phần Lawrence, anh đã bị biến hoàn toàn thành người sói và anh bắt đầu phá xích, tấn công từng người. Chánh thanh tra Aberline cũng có mặt ở đó và chứng kiến toàn bộ. Lawrence sau khi ra khỏi căn phòng đã nhảy lên những mái nhà, trong khi đó thì Aberline đuổi theo và bắn người sói liên tiếp. Ông cho huy động lực lượng để tấn công người sói. Người sói vẫn chạy và giết những người gặp trên đường. Cuối cùng Lawrence chạy đến bờ sông và nấp dưới gầm cầu. Sáng hôm sau, anh thức dậy trong bộ dạng tả tơi và anh ra khỏi gầm cầu, đến bên bờ sông để rửa mặt.
Trời mưa to, Gwen về đến nhà, và cô phát hiện ra Lawrence đang ở trong nhà mình. Cô đến bên anh ta và rồi hai người trò chuyện, cô nói với Lawrence rằng cô sẽ giúp đỡ anh bằng mọi giá nhưng Lawrence từ chối lời giúp đỡ đó. Hai người đã hiểu rằng họ bắt đầu yêu nhau, họ đang hôn nhau thì nghe tiếng gõ cửa. Gwen ra mở cửa và đó là chánh thanh tra Aberline, ông đòi lục soát ngôi nhà và khuyên Gwen đừng chứa chấp quái vật trong nhà. Nhưng cô không đồng ý, những người ở Sở đã bắt cô đi vì cớ đảm bảo an toàn cho cô. Thế là từ đó, cô nuôi hy vọng sẽ cứu được Lawrence và hằng đêm cô đọc hết sách này đến sách khác, những cuốn sách nói đến người sói và cô hy vọng đâu đó trong những quyển sách này sẽ có cách giải lời nguyền ác độc đó.
Về phần Lawrence, anh trở về ngôi nhà khi xưa và quyết tâm giết người cha tàn nhẫn của mình. Anh vào lâu đài u ám đó, và nhận ra xác chết của người vẫn hay mài vũ khí cho cha anh bị treo lên một góc nhà. Trên cổ ông ta có chiếc chìa khóa để mở chiếc rương chứa súng. Lawrence lấy vũ khí và xuống hầm tối lúc trước và bức tượng mẹ của anh cử động và nói với anh rằng chính John Talbot đã giết bà, và bà nói rằng bà đã thực sự chết. Sau đó Lawrence tiếp tục truy tìm cha mình và gặp ông ở sảnh phòng khách. Hai người ẩu đả nhau và đúng lúc trăng tròn lên, cả hai hóa thành người sói và đánh nhau, Lawrence đã giết được ông John Talbot. Lúc đó Gwen đến và Lawrence nhận ra sự hiện diện của cô, anh vồ tới nhưng kịp lúc thanh tra Aberline đến và cứu Gwen. Nhưng ông cũng bị Lawrence tấn công và sau đó người sói đuổi theo Gwen. Đến bên bờ vực thẳm với khẩu súng trong tay, Gwen run sợ và chỉ còn biết chờ đợi Lawrence đến. Cuối cùng thì người sói đã tới, anh gầm gừ với cô và rồi Gwen nói những lời thân mật với Lawrence, dường như những lời nói đó khiến người sói phần nào tỉnh lại nhưng khi anh phát hiện có đám đông tới thì chợt quay lại với hiện tại và khi chuẩn bị tấn công Gwen thì cô bắn anh một phát. Thế là kết thúc cuộc đời của người sói, nhưng trước lúc chết, quái vật trở lại thân hình của Lawrence bình thường khi xưa và anh nói lời cảm ơn Gwen.

## Phân vai diễn viên
- Benicio del Toro vai Lawrence Talbot
- Anthony Hopkins vai Ông John Talbot - cha của Lawrence.
- Emily Blunt vai Gwen Conliffe - hôn thê của anh trai Lawrence.
- Hugo Weaving vai Thanh tra Francis Aberline - chánh thanh tra của Sở Scotland Yard.
- Simon Merrells vai Ben Talbot - anh trai của Lawrence.
- Art Malik vai Singh
- Cristina Contes vai Solana Talbot
- Malcolm Scates vai Butcher
- Nicholas Day vai Đại tá Montford
- Michael Cronin vai Bác sĩ Lloyd
- David Sterne vai Kirk
- David Schofield vai Cảnh sát viên Nye
- Roger Frost vai Linh mục Fisk
- Clive Russell vai MacQueen
- Geraldine Chaplin vai Maleva
- Mario Marin-Borquez vai Lawrence Talbot lúc nhỏ
- Asa Butterfield vai Ben Talbot lúc nhỏ

## Hậu trường phim

### Hiệu ứng hình ảnh
Để có thể tạo được những nét riêng cho bộ phim, phần quay phim được chú trọng đến mức tối đa. Sử dụng tone màu tối, làm cho khung cảnh bộ phim ảm đạm, lúc thì xám xịt, lúc thì vàng vọt nhờ nhờ. Ánh sáng được xử lý kỹ lưỡng cùng với phần thiết kế bối cảnh làm cho cảnh quay đẹp và phù hợp với bộ phim.

### Tạo hình nhân vật
Người phụ trách tạo hình cho người sói là nhà thiết kế Rick Baker, người từng có 6 giải Oscar trong lĩnh vực này. Baker đã tự hóa trang mình trước khi hóa trang cho Benicio del Toro. Đội thiết kế làm một mặt nạ hóa trang làm từ chất dẻo để che đi lông mày, mũi của Benicio del Toro, mặt nạ này có phần rìa rất mỏng nên không để lại dấu vết. Bộ râu ria và lông tóc hóa trang cho Benicio del Toro đều là đồ thật. Tiếp theo là phần việc thiết kế bộ đồ cho người sói. Chất liệu của những bộ đồ này là lông bò Tây Tạng (giống với chất liệu của trang phục người sói trong phim được làm năm 1941). Baker nói: "Chúng tôi định làm một bộ đồ người sói – một bộ đồ với những sợi lông được đính vào từng cái một như một bộ tóc giả lớn vậy. Nhưng bạn không thể chỉ làm một bộ được, bạn sẽ cần ít nhất 3 bộ cho diễn viên chính, và chừng ấy nữa cho các diễn viên đóng thế trong các pha leo trèo hay đánh nhau trong các đám cháy. Chừng đó là rất nhiều lông tóc đấy!".

### Cách di chuyển và đôi chân
Khi quay cảnh người sói chạy nhảy, đạo diễn luôn muốn quay toàn cảnh đôi chân chó của người sói. Đôi chân mà diễn viên đóng thế đi giống với các đôi giày cao gót, diễn viên đó được treo bằng cáp để phục vụ các cảnh chạy, nhảy và đánh nhau. Khi cần thì đôi chân đó sẽ được thay thế bằng kỹ xảo đồ họa. Công nghệ CGI được áp dụng để khán giả có thể thấy cảnh các ngón chân của người sói ấn xuống đất và hất tung đất cát ra phía sau trong lúc chạy. Đặc biệt nhất là những kỹ xảo vô hình, điều đó làm cho khán giả không thể nhận ra những hiệu ứng hình ảnh bởi họ không chú ý lắm đến những hiệu ứng đó.

### Tiếng sói tru
Đa số khán giả cho rằng tiếng sói tru là bình thường, nhưng thực tế việc tạo ra tiếng tru của người sói trong phim là cả một vấn đề nan giải. Đoàn làm phim đã phải thử tất cả thứ tiếng: từ tiếng trẻ em Lưu trữ ngày 24 tháng 9 năm 2021 tại Wayback Machine khóc, tiếng động vật cho đến các âm thanh nhân tạo khác. Họ thu âm và kết hợp chúng với nhau để tìm ra một âm thanh thích hợp nhất. Nhưng mọi thứ đều không thành công. Cho đến khi một sáng kiến được đưa ra: tiếng hát của các ca sĩ Opera. Và như vậy họ thu âm một vài ca sĩ Opera ở L.A và lựa chọn được một nam ca sĩ với chất giọng trầm. Họ giảm cung bậc đi 40% và âm thanh của chàng ca sĩ đó đã trở nên rùng rợn, đem lại hiệu quả cao nhất cho bộ phim.

## Xếp loại
Bộ phim hiện được xếp vào loại R, được đánh giá bởi MPAA vì thể loại phim thuộc kinh dị giết chóc đẫm máu. Đây là bộ phim đầu tiên của đạo diễn Joe Johnston xếp vào loại R. Các phim trước đây của Joe Johnston chỉ xếp vào loại G, PG hoặc PG-13. Ở Anh, bộ phim được đánh giá 15 vì thể loại phim bạo lực mạnh và kinh dị. Ở Úc, bộ phim được đánh giá + MA15 vì thể loại bạo lực kinh dị mức độ mạnh.

## Khởi chiếu & Doanh thu

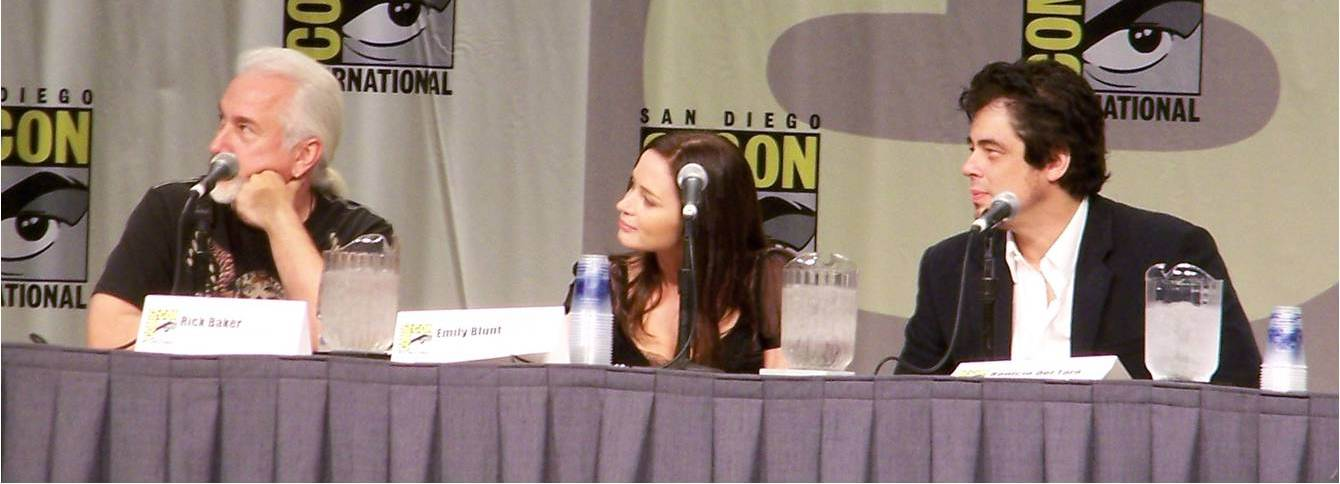
Buổi họp báo của phim Người sói. Từ trái qua phải: nghệ sĩ hóa trang Rick Baker, diễn viên Emily Blunt và diễn viên Benicio del Toro.

Trong suốt quá trình làm phim Người sói, ngày khởi chiếu đã bị thay đổi khá nhiều lần. Ngày khởi chiếu theo kế hoạch chính thức là ngày 12 tháng 11 năm 2008, sau đó bị dời lại ngày 12 tháng 2 năm 2009. Tiếp tục, phim được dời ngày chiếu tới ngày 3 tháng 4 năm 2009. Trong tháng 12 năm 2008, hãng Universal tiếp tục chuyển ngày khởi chiếu phim sang ngày 6 tháng 11 năm 2009. Cuối cùng bộ phim được khởi chiếu chính thức vào ngày 12 tháng 2 năm 2010. Đa số các nước châu Âu khởi chiếu phim vào ngày 10 và 11 tháng 2 năm 2010. Buổi ra mắt phim chính thức tại Rome là ngày 27 tháng 1 năm 2010. Trong khi đó, Việt Nam khởi chiếu Người sói vào ngày 26 tháng 3 năm 2010.
Trailer của phim được tung ra cùng thời điểm với ngày khởi chiếu phim Inglourious Basterds, ngày 21 tháng 8 năm 2009.

### Doanh thu
Bộ phim thu về $19,850,000 ngay ngày đầu tiên ra mắt, và $31,479,235 trong ngày cuối tuần đầu tiên khởi chiếu, đứng thứ hai sau phim Valentine's Day. Sau đó dài ngày, bộ phim đã đem về cho nhà sản xuất $61,979,680 tại Mỹ và $76,307,101 ở các nước khác, tổng cộng doanh thu toàn thế giới lên đến $139,789,765.

## Giải thưởng
Năm 2010, Người sói đoạt giải "Hóa trang xuất sắc nhất" ở Giải Sao Thổ lần thứ 37. Năm 2011, bộ phim và hai nghệ sĩ hóa trang, Rick Baker và Dave Elsey, tiếp tục đoạt giải "Hóa trang xuất sắc nhất" ở Giải Oscar lần thứ 83.

## Tiểu thuyết
Jonathan Maberry đã viết một cuốn tiểu thuyết cho bộ phim, và cuốn tiểu thuyết đã được phát hành vào ngày 2 tháng 2 năm 2010, cùng ngày hôm đó đĩa DVD phim Người sói bản gốc cũng được phát hành bởi Universal's Legacy Series.